# How to Save a Life
How to Save a Life är ett album från 2005 av det amerikanska rockbandet The Fray.

## Låtlista
1. "She Is" – 3:56
2. "Over My Head (Cable Car)" – 3:58
3. "How to Save a Life" – 4:21
4. "All at Once" – 3:47
5. "Fall Away" – 4:23
6. "Heaven Forbid" – 3:59
7. "Look After You" – 4:26
8. "Hundred" – 4:13
9. "Vienna" – 3:51
10. "Dead Wrong" – 3:05
11. "Little House" – 2:30
12. "Trust Me" – 3:22